# Lonely Planet

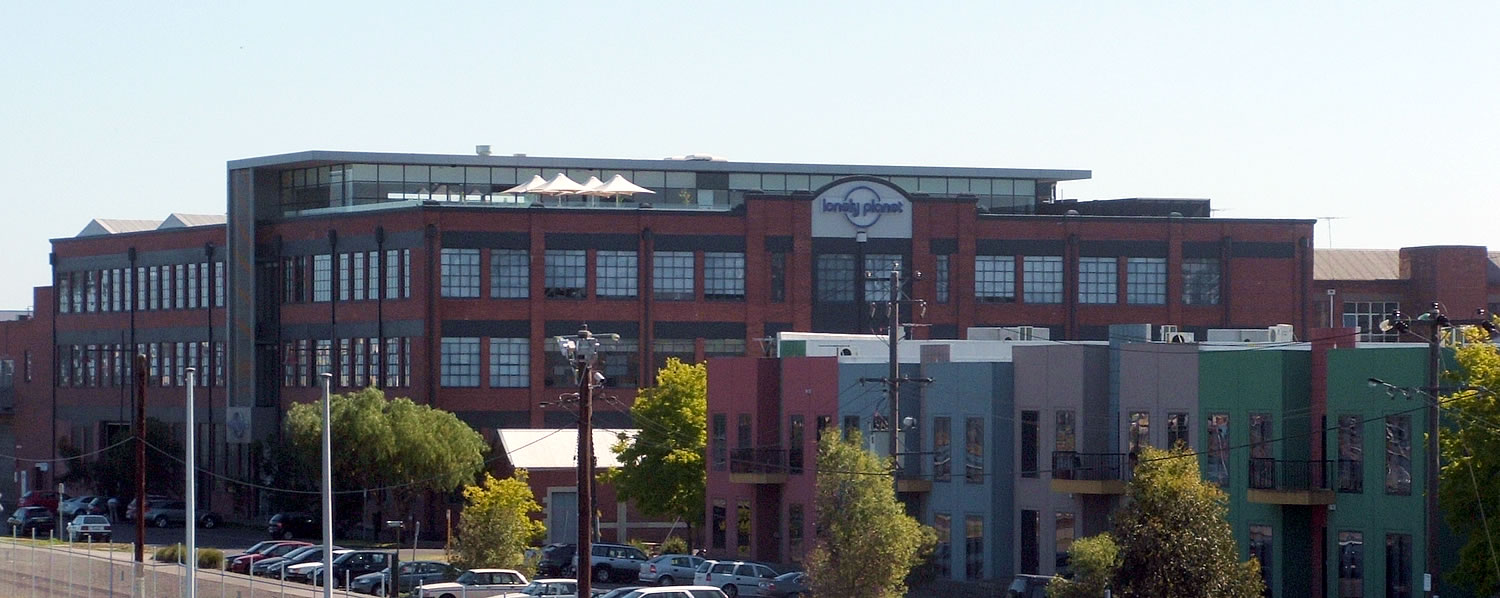
Het kantoor van Lonely Planet in Footscray.

De Lonely Planet (Engels voor "Eenzame Planeet") is een reisgids die oorspronkelijk vooral onder rugzaktoeristen grote bekendheid genoot, maar nu ook bij het "grote publiek" bekend is. De gids, die in het Engels geschreven wordt, maar ook vertalingen in andere talen kent, geeft overzichten van bezienswaardigheden en overnachtingsmogelijkheden. Ook worden restaurants, cafés en discotheken beschreven.
Lonely Planet richt zich op allerlei regio's in de wereld, ook van de minder bekende bestemmingen bestaat een Lonely Planet. De Lonely Planet krijgt soms kritiek omdat het de toeristen naar dezelfde bestemmingen zou sturen.
De eerste Lonely Planet-reisgids, Across Asia on the Cheap, werd uitgegeven in 1973. Sindsdien zijn (tot 2004) zo'n 650 boeken in 118 landen uitgegeven. In totaal worden jaarlijks zo'n zes miljoen Lonely Planet-reisgidsen verkocht.
De gids wordt uitgegeven door Lonely Planet Publications, waarvan het hoofdkantoor in Hawthorn, Victoria, (Australië) is gevestigd. Deze uitgeverij heeft ook vestigingen in Oakland, Londen en Parijs. Het bedrijf heeft ook een televisieproductiemaatschappij, Lonely Planet Television, die vier televisieseries heeft geproduceerd: Lonely Planet Six Degrees, The Sport Traveller, Going Bush en Vintage New Zealand. Een vijfde serie, Bluelist Australia, is in productie.
In 2007 nam BBC Worldwide, een commercieel onderdeel van de Britse publieke omroep BBC, een meerderheidsbelang van ongeveer 75% in Lonely Planet. Op 20 februari 2011 kocht BBC Worldwide het restant van het echtpaar Wheeler voor een bedrag van 67,2 miljoen Australische dollar, ongeveer 50 miljoen euro. In 2013 werd Lonely Planet verkocht aan Brad Kelley's Amerikaans bedrijf NC2 Media voor een bedrag van 75 miljoen US-dollar, omgerekend zo'n 55 miljoen euro.

## Officiële historie

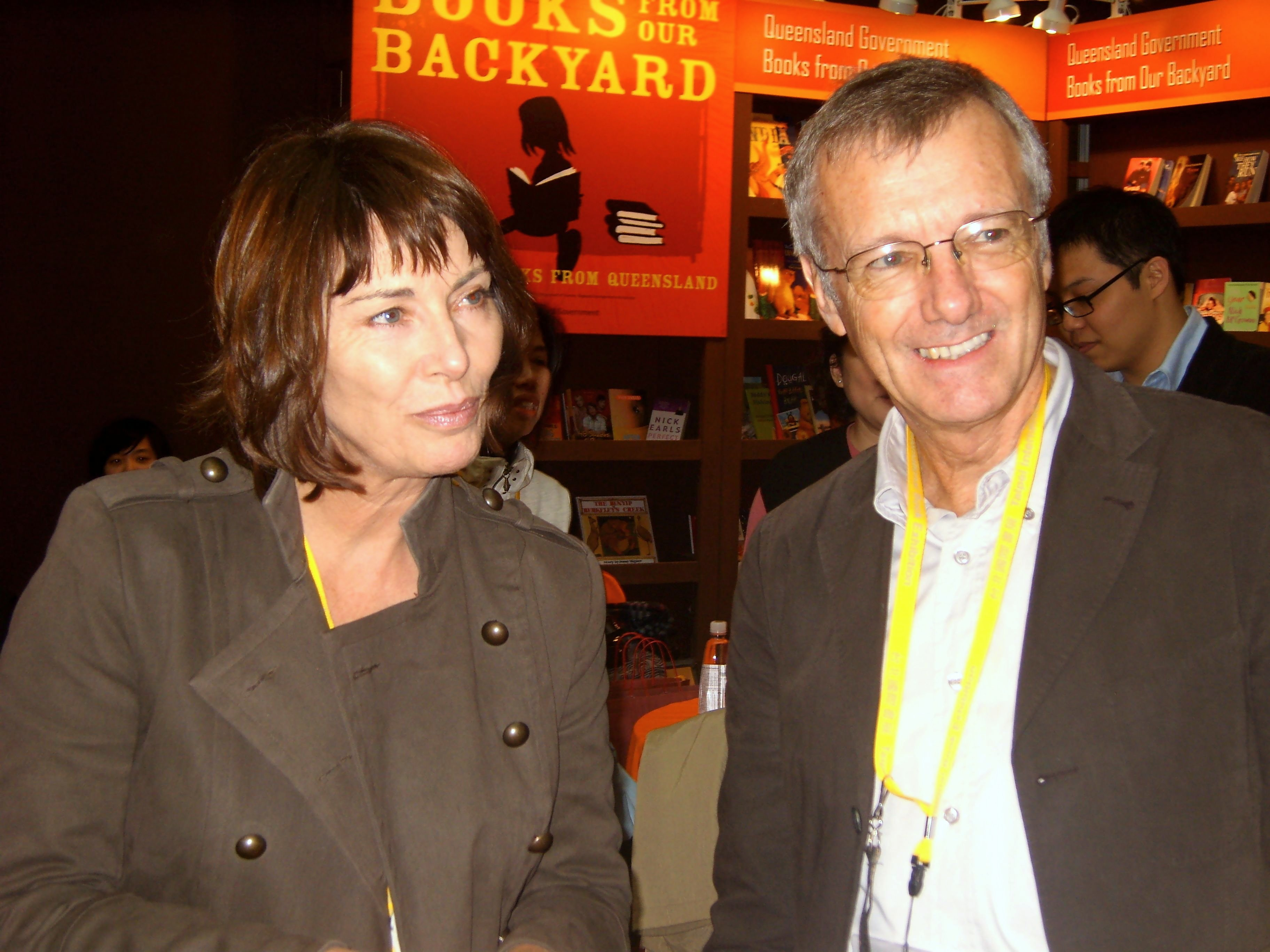
Maureen en Tony Wheeler, de oprichters van Lonely Planet.

De oprichters, Tony en Maureen Wheeler, hebben een boek geschreven met de titel Once While Travelling: The Lonely Planet Story waarin staat beschreven hoe ze elkaar hebben ontmoet en zijn getrouwd, hoe ze van Londen naar Australië zijn gereisd en hoe Lonely Planet tot stand kwam.